# Åbo-Romantik
Die Åbo-Romantik (schwedisch Åboromantiken, finnisch Turun romantiikka) war eine intellektuelle Bewegung in Finnland mit Wurzeln in der europäischen Romantik, besonders an den Universitäten in Deutschland und dem schwedischen Uppsala. Sie datiert lange vor der Finnischen Unabhängigkeitserklärung von 1917.

## Hintergrund
Der Begriff „Åbo-Romantik“ wurde erstmals von Werner Söderhjelm in seinem 1915 erstmals erschienenen Werk Åboromantiken och dess samband med utländska idéströmningar verwendet. Einige spätere Historiker haben den Begriff kritisiert und argumentiert, dass er den Einfluss der deutschen Romantik auf die finnischen akademischen Kreise im frühen 19. Jahrhundert überbewertet. Den Kritikern zufolge waren der Neo-Humanismus und der Klassizismus viel einflussreichere Denkströmungen in den intellektuellen Kreisen Finnlands zu dieser Zeit.
Neben der Romantik in Deutschland und Schweden wurde die Bewegung teilweise durch Henrik Gabriel Porthans folkloristische Forschung, Frans Michael Franzéns Schilderungen von Natur und Volk in Finnland sowie Johan Jacob Tengströms philosophische Gedanken zu entsprechenden Themen inspiriert. Der unmittelbare Anstoß war jedoch jugendlicher Eifer, das kulturelle Leben nach den politischen Umwälzungen der Französischen Revolution und der Napoleonischen Kriege zu erneuern, sowie das Bedürfnis mit dem Ende der sogenannten „schwedischen Zeit“ 1809 nach neuen nationalen Idealen zu suchen. In Schweden brachte dasselbe Ereignis, d. h. der Vertrag von Fredrikshamn und die folgende Eingliederung Finnlands in das Russische Imperium, den Gotischen Bund hervor. In den Åboer akademischen Kreisen kam die Idee auf, dass nur ein finnischer Nationalgeist und eine finnische Kultur zur Integration der Gesellschaft führen. Somit war die Bewegung auch mit der Fennomanie verwandt.
Wie im deutschsprachigen Raum nahm die Åbo-Romantik einen starken politischen Aspekt an: Das alte Bürgertum mit seiner politischen Stagnation sollte beiseite geschoben werden, während die junge intellektuelle Generation unter der direkten Schirmherrschaft des russischen Kaisers die Nation aufbauen sollte. Der radikalste Vertreter war Adolf Iwar Arwidsson, der in seiner Autobiographie die Heldentaten eines Dichters mit denen eines Kriegers verglich. Arwidsson vertrat die Meinung, dass die offizielle finnische Elite die nationale finnische Sache verriet. Besonders während der Blütezeit der Bewegung in den 1820er Jahren dominierten die politischen Ideen. Dagegen bestand Tengströms Hauptziel darin, die finnische Sprache und Kultur nachhaltig zu fördern. Auch ein weiterer Vertreter, Carl Axel Gottlund, beschäftigte sich mit Sprache und Kultur. Gottlund wurde vor allem für seine Forschung zu den Waldfinnen in den schwedischen Landschaften Dalarna, Hälsingland und Värmland bekannt.
Die offiziellen Institutionen im Großfürstentum Finnland unterstützten die Åbo-Romantiker zu einem gewissen Grad, weil jegliche Form der Abgrenzung zum Schwedischen Reich im Interesse des Russischen Kaiserreichs lag. Der Ausschluss von Arwidsson, als einer der führenden Persönlichkeiten der Bewegung, von der Kaiserlichen Akademie zu Åbo im Jahr 1822 schwächte den Einfluss der Åbo-Romantik. Als die Universität 1827 nach dem großen Stadtbrand nach Helsingfors (Helsinki) umzog, wurden die Aktivitäten unter der Schirmherrschaft der „Samstags-Gesellschaft“ (Lördagssällskapet/Lauantaiseura) fortgesetzt. Größere politische Bedeutung bekam die Åbo-Romantik nie. Sie war auch weniger einflussreich für das Denken und die Kunst in Finnland, verglichen zum Beispiel mit der Romantik in Schweden. 
Sprachrohre der Bewegung war der Almanach Aura sowie die Zeitschriften Mnemosyne, Åbo Morgonblad und Turun Wiikko-Sanomat. 

## Galerie (Wichtige Vertreter)

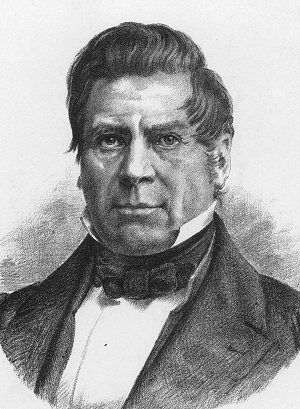
Adolf Iwar Arwidsson
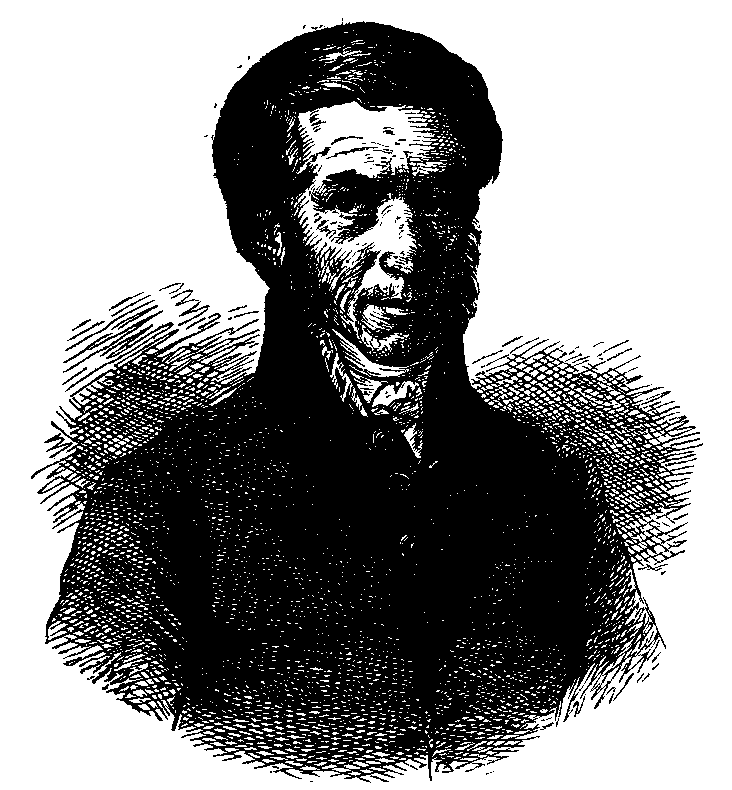
Carl Axel Gottlund
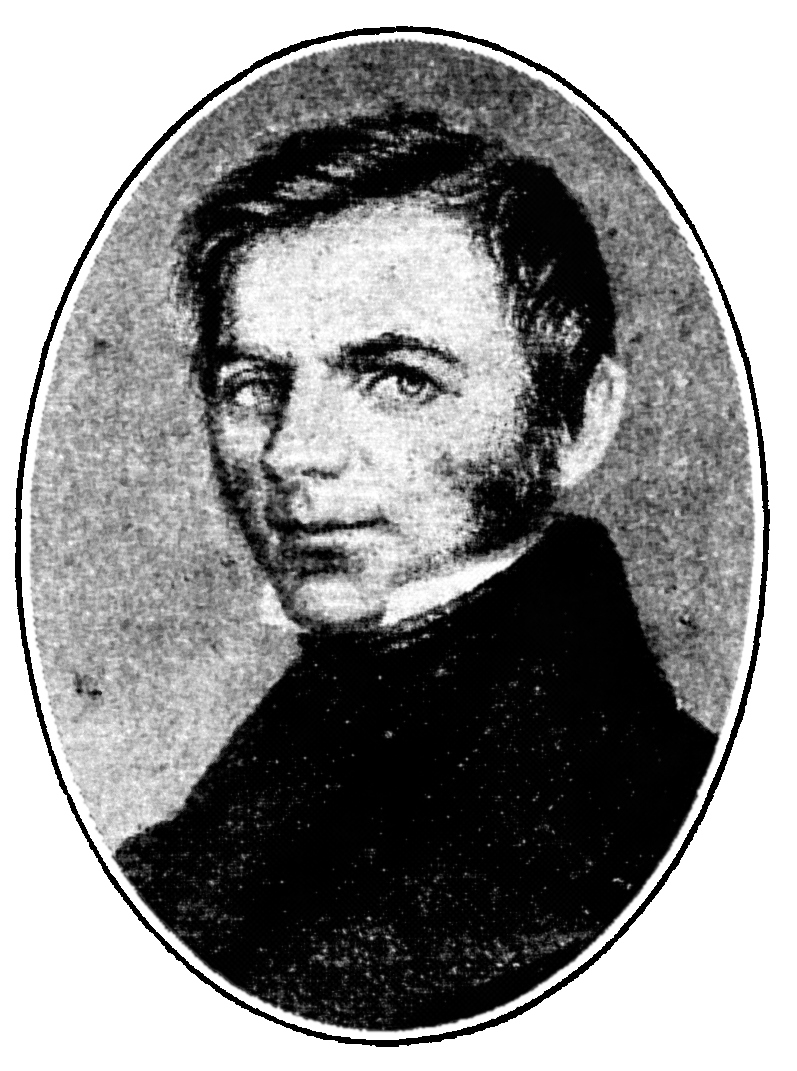
Andreas Johan Sjögren